# Steven Whittaker
Pour les articles homonymes, voir Whittaker.
Steven Whittaker né le 16 juin 1984 à Édimbourg en Écosse, est un ancien footballeur international écossais qui évoluait au poste d'arrière droit.
Il était polyvalent, pouvant occuper les postes de défenseur central, d'arrière droit, de milieu de terrain défensif axial ou à droite. Il jouait toutefois le plus souvent arrière droit ou milieu droit à Hibernian.

## Carrière en club

### Juniors
Le premier club de Steven Whittaker a été Hutchison Vale (dans la banlieue d'Édimbourg). Il y a joué en tant que junior, avant de rejoindre Hibernian (qui est basé à Édimbourg).

### Hibernian
Whittaker disputa son premier match avec Hibernian le 12 mai 2002, pour une victoire 1-0 contre St Johnstone. Il fit six autres apparitions dans l'équipe première durant cette saison, avant de devenir progressivement au cours de la saison suivante, un membre régulier d'Hibernian. Sa polyvalence ne lui a pas été toutefois un avantage durant cette période, car il était surtout utilisé par Bobby Williamson (le manager d'alors d'Hibernian) comme solution de remplacement lorsqu'un joueur avec une position bien définie venait à manquer ou à connaître une méforme. Il inscrivit toutefois son premier but le 3 janvier 2004, lors d'une victoire 3-2 contre Partick Thistle. Il assista à la victoire de son équipe en finale de la Coupe de la Ligue écossaise en 2003-04, en tant que remplaçant non utilisé.
L'arrivée d'un nouveau manager à Hibernian, Tony Mowbray, changea son statut, celui-ci l'utilisant en priorité comme arrière droit. Il connut alors ses premières sélections en équipe d'Écosse espoirs. Il participa à 173 matchs en tout sous le maillot d'Hibernian et inscrivit pour ce club 5 buts.

### Glasgow Rangers
Le 1er août 2007, Steven Whittaker s'engagea pour les Rangers à la suite d'un transfert d'un montant de 2 millions de £ (soit environ 2,630 millions d'€). Il signa pour le club de Glasgow un contrat d'une durée de 5 ans. 
Il joua son premier match pour les Rangers le 18 août 2007, pour une victoire 7-2 contre Falkirk et inscrivit d'ailleurs son premier but à cette occasion.
Depuis le départ d'Alan Hutton, Whittaker est le premier choix de Walter Smith comme arrière droit, même s'il a pu effectuer plusieurs matchs comme milieu et même comme arrière gauche pour pallier des absences du titulaire habituel, Saša Papac.
Whittaker a participé à l'aventure européenne des Rangers, lors de la Coupe UEFA 2007-2008 qui les vit échouer en finale contre le club russe du Zénith Saint-Pétersbourg (0-2). Il était titulaire lors de cette finale, dans un poste de milieu droit, avant d'être remplacé à la 85e minute par Kris Boyd. Lors de cette coupe UEFA, Whittaker a inscrit ce qu'il a déclaré comme étant le plus beau but de sa carrière, lors du quart de finale retour, le 10 avril 2008, sur le terrain du Sporting Portugal (victoire des Rangers 2-0). Il avait récupéré le ballon au niveau de la ligne médiane, avant de slalomer entre plusieurs joueurs du Sporting Portugal et de marquer d'une manière très calme.

### Après
En 2012, il rejoint pour quatre saisons le club anglais de Norwich City.
Le 15 juillet 2017, il rejoint Hibernian.

## Carrière internationale
Steven Whittaker est sélectionnable pour l'Écosse. Il ne compte, à l'heure actuelle, aucune cape chez les A, même s'il a déjà été retenu dans le groupe écossais (pour un match contre l'Ukraine lors des Éliminatoires du championnat d'Europe de football 2008, le 11 octobre 2006, à Kiev, victoire de l'Ukraine 2-0). 
Il a, par contre, connu des sélections chez les espoirs ainsi que 2 capes pour l'Écosse B, les deux fois contre l'Irlande B, le 14 novembre 2006 (0-0) et le 20 novembre 2007 (1-1), où il était titulaire avant d'être remplacé à la 66e minute par Ross McCormack.

## Palmarès
- Scottish League 2008-09, 2009-10 et 2010-11 (avec les Rangers)
- Coupe de la Ligue écossaise 2006-07 (avec Hibernian, contre Kilmarnock, 5-1)
- Coupe de la Ligue écossaise 2007-08 (avec les Rangers, contre Dundee United, 2-2 (3-2, t.a.b.))
- Coupe de la Ligue écossaise 2009-10 (avec les Rangers, contre Saint Mirren, 1-0)
- Coupe de la Ligue écossaise 2010-11 (avec les Rangers, contre Celtic FC, 2-1 a.p)
- Coupe d'Écosse 2007-08 (avec les Rangers, contre Queen of the South, 3-2)
- Coupe d'Écosse 2008-09 (avec les Rangers, contre Falkirk, 1-0)

### Personnel
- Membre de l'équipe-type de Scottish Premier League en 2010

## Anecdotes
Il est à noter le parallèle qui existe entre Steven Whittaker et Kevin Thomson. Nés à quelques mois d'intervalle, à Édimbourg, ils sont passés par le même club junior (Hutchison Vale) avant d'éclore tous les deux à Hibernian à peu près à la même époque, puis de rejoindre les Rangers, la même année en 2007 (en janvier pour Kevin Thomson et en août pour Steven Whittaker). Ils partagent presque le même palmarès, Kevin Thomson n'ayant pas remporté la coupe de la Ligue écossaise 2006-07 avec Hibernian, car il était déjà aux Rangers.